# Bulsatcom
Bulsatcom – bułgarski dostawca usług telekomunikacyjnych z siedzibą w Sofii. Oferuje dostęp do internetu, usługi telefonii komórkowej i stacjonarnej oraz platformę telewizji satelitarnej.
Przedsiębiorstwo zostało założone w 2000 roku.